# The Moment After 2
The Moment After 2:The Awakening es una película de drama y suspenso cristiano. Dirigida por Wes Llewellyn, producida por Bobby Downes, Brad Heller, Kevin Downes e David A. R. White.  Kevin Downes también es protagonista da película, junto con David A. R. White y Brad Heller.